# E017
E017 eller Europaväg 017 är en europaväg som går mellan Jelabuga och Ufa i Ryssland, i trakterna av Uralbergen.
Längd cirka 300 km. Denna väg har inget samband med europavägen E17 (i Belgien och Frankrike), trots sina likheter i vägnumret.
Vägen infördes år 2002-2003. Denna europaväg går i Europa, till skillnad från andra tresiffriga med första siffran noll, som går i Asien.
Den ansluter till europavägarna E22 och E30.